# Jastrzębska Spółka Węglowa
Jastrzębska Spółka Węglowa S.A. [jastšembska spulka venglova] (česky: Jastřembská uhelná společnost) je polská společnost zabývající se těžbou černého uhlí. Sídlo společnosti je v Jastrzębi-Zdroji.

## Historie
Společnost byla založena k 1. dubnu 1993 jako společnost ve 100% vlastnictví státu.
V té době patřily do této společnosti následující doly:
- Důl Borynia
- Důl Jastrzębie
- Důl Krupiński
- Důl Morcinek
- Důl Moszczenica
- Důl Pniówek
- Důl Zofiówka

V roce 1994 byly doly Moszczenica i Jastrzębie sloučeny do jednoho dolu pod názvem Jas-Mos. V roce 2000 byla dokončena likvidace dolu Morcinek v Kačicích. 12. prosince 2006 byl zahájen proces začlenění Dolu Budryk v Ornontowicích do této společnosti.

## Současnost
V současnosti tedy do společnosti patří pět činných dolů (po začlenění Budryku jich bude šest). Firma také zřídila několik dceřiných společností: Spółka Energetyczna Jastrzębie S.A. (producent elektrické a energie a tepla), Jastrzębska Spółka Kolejowa Spółka z o.o. (provozovatel dráhy), Polski Koks S.A. (největší exportér koksu na světě po čínských firmách) aj.